# Totonnoukon
Totonnoukon ist ein Arrondissement im Departement Plateau im westafrikanischen Staat Benin. Es ist eine Verwaltungseinheit, die der Gerichtsbarkeit der Kommune Adja-Ouèrè untersteht.

## Demografie und Verwaltung
Gemäß der Volkszählung 2013 des beninischen Statistikamtes INSAE hatte das Arrondissement 14.445 Einwohner, davon waren 6960 männlich und 7485 weiblich.
Von den 76 Dörfern und Quartieren der Kommune Adja-Ouèrè entfallen elf auf Totonnoukon:
1. Adjaglo
2. Djidagba
3. Gbanou
4. Itchagba-Gbadodo
5. Itchangni
6. Logou
7. Missèbo
8. Olohoungbodjè
9. Ouignan-Gbadodo
10. Tatonnonkon
11. Tatonnonkon Jardin